# Kolej Amursko-Jakucka

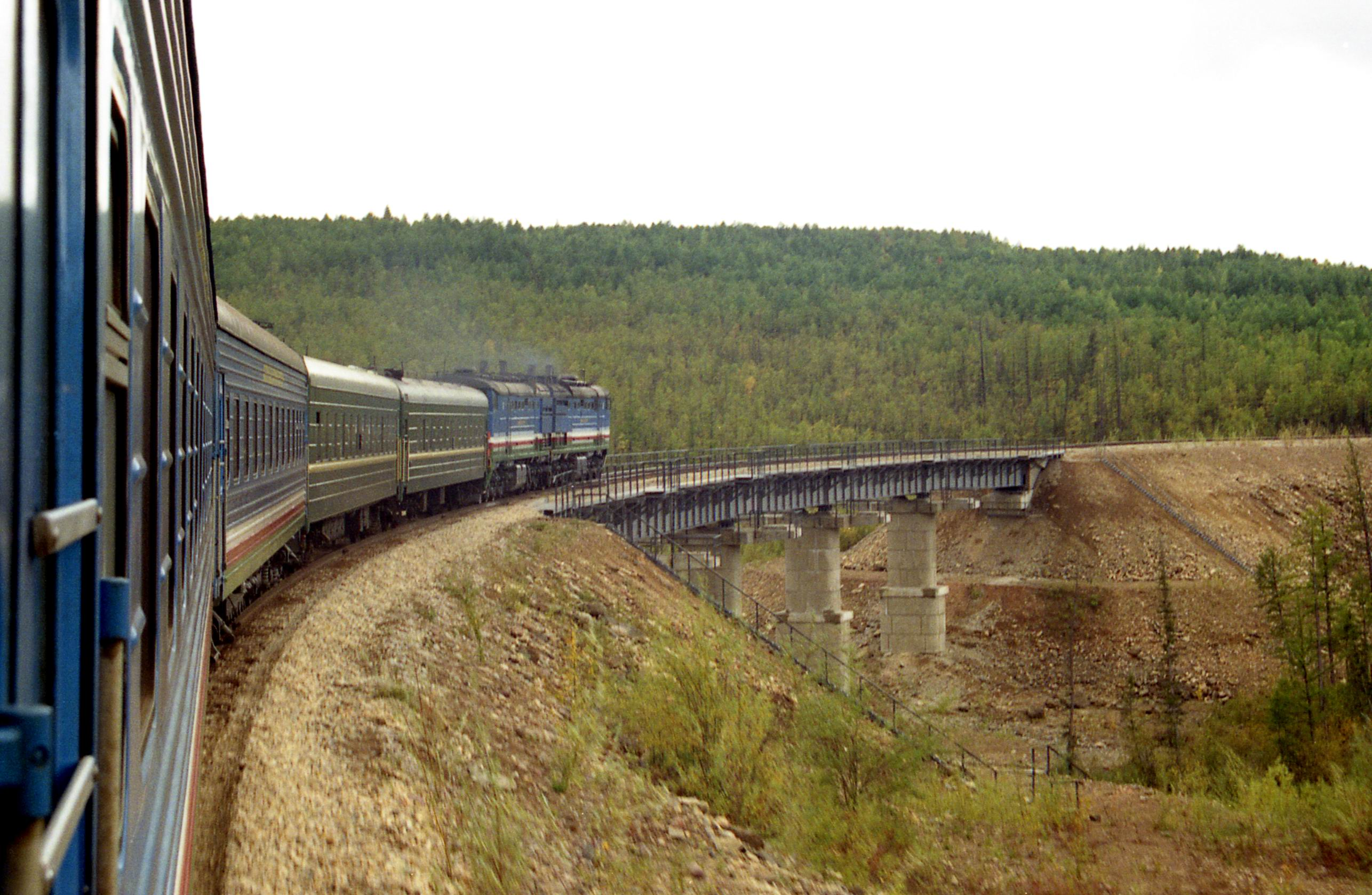
Pociąg pasażerski ŻDJa na linii kolejowej AJaM

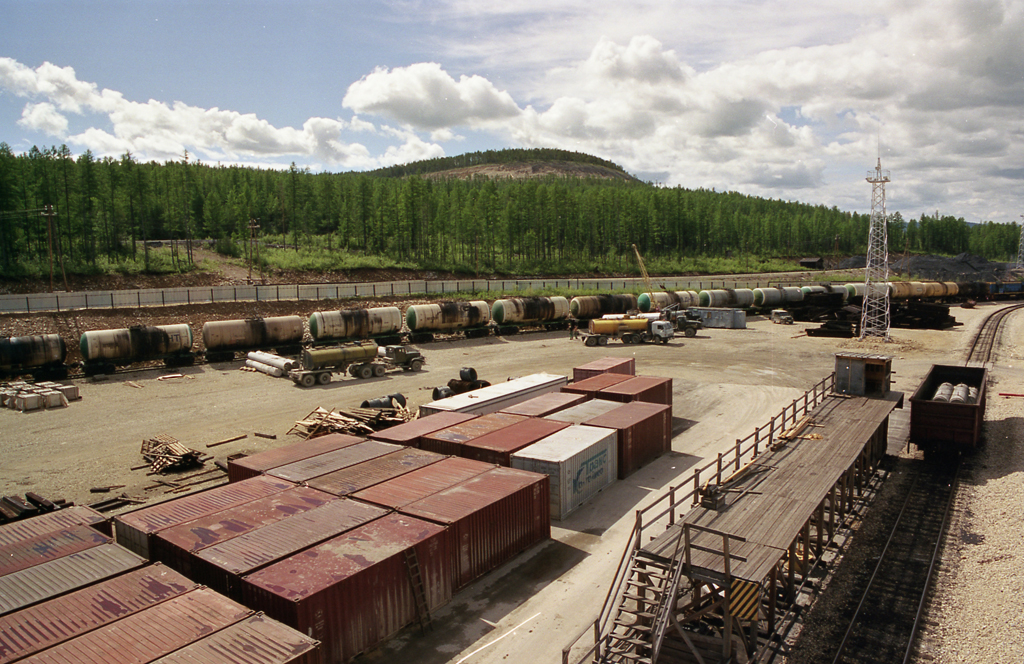
Plac przeładunkowy na stacji Tommot

Kolej Amursko-Jakucka, linia kolejowa Berkakit – Jakuck, AJaM (ros. Амуро-Якутская магистраль, АЯМ) – jednotorowa, magistralna linia kolejowa na terenie Federacji Rosyjskiej, która ma połączyć stację kolejową Berkakit z planowaną stacją kolejową Jakuck.
AJaM stanowi jedną z największych inwestycji w infrastrukturę transportową realizowanych od lat 80. XX wieku na terenie rosyjskiej części Dalekiego Wschodu. Linia ma w najbliższej przyszłości połączyć port rzeczny i miasto Jakuck z Koleją Bajkalsko-Amurską oraz Koleją Transsyberyjską. W dalszej perspektywie ma stanowić początek planowanej drogi kolejowej do Magadanu i łączyć się z projektowaną koleją leńsko-kamczacką.
W założeniu AJaM ma być przede wszystkim kluczowym szlakiem transportowym w lądowych przewozach surowców wydobywanych w Jakucji. W drugiej kolejności ma odgrywać ważną rolę w przewozach pasażerskich na terenie Republiki Sacha.

## Historia
Plany budowy linii kolejowej AJaM zostały opracowane w latach 30. XX wieku. Magistrala kolejowa do Jakucka miała zostać wybudowana w latach 40. XX wieku. Wybuch II wojny światowej przekreślił jednak te plany. Powrócono do nich w latach 70. XX wieku, gdy wznowiono prace budowlane nad Koleją Bajkalsko–Amurską i w 1979 roku uruchomiono ruch kolejowy na odcinku Tynda – Berkakit (Mały BAM).
Budowę linii kolejowej Berkakit – Jakuck rozpoczęto oficjalnie w 1985 roku. Do chwili rozpadu Związku Radzieckiego zdołano zbudować tylko odcinek kolejowy do Czulmanu i przystąpiono do prac nad przeprawą na rzece Ałdan. Dalsze prace przerwał kryzys w Rosji. W 1995 roku, aby zaradzić problemom finansowym trapiącym inwestycję, rządy Federacji Rosyjskiej i Republiki Sacha powołały niezależny zarząd kolejowy ŻDJa, który oprócz budowy i utrzymania infrastruktury AJaM został zobligowany do prowadzenia na linii ruchu kolejowego.
W 1996 roku Koleje Jakucji (ŻDJa) rozpoczęły eksploatację odcinka kolejowego Neriungri – Ałdan. W 2002 roku uruchomiono ruch na odcinku Neriungri – Tommot. Od 2007 roku trwały prace budowlane nad obcinkiem Tommot – Kjerdem. W 2011 roku została zakończona budowa torów kolejowych do Niżnego Bestiachu.
W najbliższym czasie planowana jest budowa mostu drogowo-kolejowego na rzece Lena lub podziemnego tunelu, który połączy Jakuck z linią kolejową AJaM.

## Charakterystyka
Linia kolejowa Berkakit – Jakuck to jednotorowa, niezelektryfikowana, magistralna linia kolejowa przebiegająca południkowo na terytorium autonomicznej Republiki Sacha. Jej bieg jest w miarę równoległy z drogową magistralną M56.
Długość linii wynosi 889 kilometrów. Z uwagi na wieczną zmarzlinę oraz liczne rzeki została ona na całej długości zbudowana na nasypach kolejowych oraz estakadach. Na magistrali znajduje się dziewięć stacji kolejowych.
Na linii AJaM dominuje ruch towarowy, głównie są to przewozy węgla kamiennego, gazu ziemnego i ropy naftowej.